# Hadith
hadith (tiếng Ả Rập: حديث) (số nhiều aḥādīth) trong cách dùng tôn giáo thường được dịch là 'truyền thống', là bản ghi chép những lời dạy của Muhammad. Những nhánh lớn của đạo Hồi như, Sunni, Shiʻa, và Ibadi, dựa trên những bộ hadith được tập hợp khác nhau.

## Sách
- Berg, H. (2000). The development of exegesis in early Islam: the authenticity of Muslim literature from the formative period. Routledge. ISBN 0-7007-1224-0.
- Lucas, S. (2004). Constructive Critics, Hadith Literature, and the Articulation of Sunni Islam. Brill Academic Publishers. ISBN 90-04-13319-4.
- Robinson, C. F. (2003). Islamic Historiography. Cambridge University Press. ISBN 0-521-62936-5.
- Robson, J. "Hadith". Trong P.J. Bearman, Th. Bianquis, C.E. Bosworth, E. van Donzel and W.P. Heinrichs (biên tập). Encyclopaedia of Islam Online. Brill Academic Publishers. ISSN 1573-3912.{{Chú thích bách khoa toàn thư}}:  Quản lý CS1: nhiều tên: danh sách biên tập viên (liên kết)
- Swarup, Ram. Understanding Islam through Hadis Lưu trữ ngày 24 tháng 1 năm 2011 tại Wayback Machine. Exposition Press, Smithtown, New York USA (n/d).
- Jonathan A. C. Brown, "Criticism of the Proto-Hadith Canon: Al-daraqutni's Adjustment of the Sahihayn," Journal of Islamic Studies, 15,1 (2004), 1-37.
- Recep Senturk, Narrative Social Structure: Anatomy of the Hadith Transmission Network, 610-1505 (Stanford, Stanford UP, 2006).
- Jonathan Brown, The Canonization of al-Bukhārī and Muslim. The Formation and Function of the Sunnī Ḥadīth (Leiden, Brill, 2007) (Islamic History and Civilization. Studies and Texts, 69).